# Tatler (magazine)
Ne doit pas être confondu avec Tatler (journal).
Pour les articles homonymes, voir Tatler.
 (octobre 2024).
Si vous disposez d'ouvrages ou d'articles de référence ou si vous connaissez des sites web de qualité traitant du thème abordé ici, merci de compléter l'article en donnant les références utiles à sa vérifiabilité et en les liant à la section « Notes et références ».
Tatler est un magazine britannique fondé en 1901 par Clement Shorter, et publié par le groupe américain de presse Condé Nast.  
Ciblant un lectorat aisé, il est axé sur la mode, sur un certain style de vie principalement britannique, ainsi que sur la haute société et la politique. 

## Historique
En 1901, Tatler est fondé par Clement Shorter.
De 2011 à 2017, la directrice de publication est Kate Reardon. En 2018, Richard Dennen (en) la remplace.